# Liste des lieux de culte de Brest
Bien que de tradition catholique depuis ses origines, Brest présente aujourd'hui une grande diversité de lieux de culte.

## Lieux de culte catholique

### Églises
- Église Saint-Sauveur, rue de l'Église Recouvrance.
- Église Notre-Dame, avenue de Tarente (le Bouguen).
- Église Notre-Dame-de-Bonne-Nouvelle, rue Joseph Le Borgne (Kérinou).
- Église Notre-Dame de Kerbonne, avenue de Kerbonne.
- Église Sainte-Thérèse du Landais, boulevard Commandant Mouchotte.
- Église Saint-François-d'Assise, rue Guelmeur (le Guelmeur).
- Église Saint-Jacques, rue du Général Paulet.
- Église Saint-Jean, rue Pen Ar Créac'h.
- Église Saint-Joseph, rue Jean Jaurès.
- Église Saint-Laurent, place des FFI Lambézellec.
- Église Saint-Louis, rue Louis Pasteur.
- Église Saint-Luc, Boulevard Montaigne (Montaigne-Kérichen).
- Église Saint-Marc, place Vinet Saint-Marc.
- Église Saint-Martin, place Maurice Gillet Saint-Martin.
- Église Saint-Michel, rue Yves Collet.
- Église Saint-Pierre, rue Victor Eusen de Saint-Pierre-Quilbignon.

### Chapelles
- Chapelle Saint-Guénolé, rue d'Armagnac (ruines).
- Chapelle du cimetière Saint-Martin, rue Yves Collet.
- Chapelle Notre-Dame-du-Bon-Port, rampe du Vieux Bourg (Saint-Marc).
- Chapelle Sainte-Anne, rue Robespierre (Kérinou).
- Chapelle Sainte-Anne, rue de Bruat.
- Chapelle Sainte-Anne, rue Charles Cadiou (Portzic).
- Chapelle Ponchelet rue François Rivière.
- Chapelle des dominicaines de l'école Stella Maris, rue de Bohars.
- Ancienne chapelle de Kerveguen, rue de Maissin (Théâtre Dérézo).
- Chapelle de la rue de Marzin.
- Chapelle de la rue Suffren.
- chapelle rue du Valy Hir.

## Lieux de culte protestant
- Le Temple réformé, rue Voltaire.
- L'église évangélique nouvel espoir, rue Jules Lesven.

## Lieux de culte adventiste
- Église adventiste du septième jour, rue de Quimper.

## Lieux de culte israélite
- Synagogue, rue de la République.

## Lieux de culte musulman
- La mosquée Assalam, rue du Commandant Groix.
- La mosquée El Madina, rue Jules Guesde.
- La mosquée Sunna, rue de Gouesnou.

## Lieux de culte témoins de jéhovah
- Salle du royaume, rue Jean François Tartu.